# Conus franciscanus
Espèce
Conus franciscanus est une espèce de mollusques gastéropodes marins de la famille des Conidae.
Comme toutes les espèces du genre Conus, ces escargots sont prédateurs et venimeux. Ils sont capables de « piquer » les humains et doivent donc être manipulés avec précaution, voire pas du tout.

## Description
La taille d'une coquille adulte varie entre 22 mm et 47 mm. Il ressemble à Conus ventricosus Gmelin, 1791, mais sa couleur est plus foncée.

## Distribution
Cette espèce est présente dans l'océan Atlantique au large du Sénégal.

## Taxinomie

### Première description
L'espèce Conus franciscanus a été décrite pour la première fois en 1792 par le conchyliologiste danois Christian Hee Hwass (1731-1803) dans la publication intitulée « Encyclopédie méthodique ou par ordre de matières Histoire naturelle des vers - volume 1 » écrite par le naturaliste français Jean-Guillaume Bruguière (1750-1798),.

### Synonymes
- Conus (Lautoconus) franciscanus Bruguière, 1792 · non accepté
- Conus (Lautoconus) hybridus Kiener, 1847 · non accepté
- Conus hybridus Kiener, 1847 · non accepté
- Lautoconus franciscanus (Bruguière, 1792) · non accepté
- Lautoconus hybridus (Kiener, 1847) · non accepté
- Varioconus franciscanus (Hwass, 1792) · appellation alternative

## Identifiants taxonomiques
Chaque taxon catalogué par les bases de données biologiques et taxonomiques possède un identifiant qui permet d'établir un point de référence. Les identifiants de Conus franciscanus dans les principales bases sont les suivants :
CoL : 7QSY8 - GBIF : 6510588 - IRMNG : 11706030 - WoRMS : 429965